# Híres párizsiak listája
Párizs városához kötődő személyek.

## Párizsban születtek
- Amédée Despans-Cubières francia tábornok és politikus (1786–1853)
- Andrássy Tivadar (1857–1905) politikus, festő
- Béatrice Edwige (1988–) kézilabdázó
- Gérard Genette (1930–2018 ) irodalomtudós
- Jean-Pierre Léaud (1944–) francia filmszínész
- Frédéric Mitterrand (1947–2024) politikus, színész, író
- Claude Monet (1840–1926) francia impresszionista festő
- Frédéric Joliot-Curie (1900–1958) Nobel-díjas kémikus és világhírű atomfizikus
- François Villon (1431 vagy 1432 – eltűnt 1463-ban) 15. századi francia reneszánsz költő
- Jean Rochefort (1930–2017) francia színész
- François Truffaut (1932–1984) francia kritikus, filmrendező
- Antoine-Michel Padeloup (1685–1758) francia könyvkötő. A híres 17–18. századi Padeloup könyvkötő-dinasztia legjelesebb tagja
- Antoine Denis Chaudet (1763–1810) francia klasszicista szobrász és festő
- Aubin-Louis Millin de Grandmaison (1759–1818) francia botanikus, mineralógus, könyvtáros, numizmatikus és régész
- Augustin Challamel francia történetíró (1818–1892)
- Emma Watson francia születésű angol színésznő (1990–)

## Párizsban haltak meg
- Guillaume Apollinaire (1880–1918) költő, író és kritikus
- Marie Bashkirtseff (1858–1884) ukrán származású francia festőnő, szobrász és írónő.
- Samuel Beckett (1906–1989) ír költő, író, drámaíró
- Arthur Bernède (1871–1937) francia író
- Ivan Alekszejevics Bunyin (1870–1953) orosz író
- Armand de Caulaincourt (1773–1827) francia diplomata, tábornok, vicenzai herceg
- Alejo Carpentier (1904–1980) kubai író
- Paul Celan (1920–1970) német költő
- Julio Cortázar (1914–1984) argentin író
- Eugène Delacroix (1798–1863) francia festő
- François Hanriot (1759–1794) francia forradalmár
- Alekszandr Ivanovics Herzen (1812–1870) orosz író
- Zinaida Nyikolajevna Hippiusz (1869–1945) orosz költő, író
- Claude Jade (1948–2006) francia színésznő
- Frédéric Joliot-Curie (1900–1958) Nobel-díjas kémikus és világhírű atomfizikus
- Antyioh Dmitrijevics Kantyemir (1708–1744) orosz költő, író, diplomata
- Joseph Jérôme Lefrançais de Lalande (1732–1807) csillagász, a párizsi csillagvizsgáló igazgatója
- Jean-Paul Marat (1749–1793) francia forradalmár
- François Mitterrand (1916–1996) volt francia elnök, politikus
- Jim Morrison (1943–1971) amerikai énekes
- Cyprian Kamil Norwid (1821–1883) lengyel költő
- Bulat Salvovics Okudzsava (1924–1997) orosz költő, író
- Blaise Pascal (1623–1662) francia matematikus, fizikus, vallásfilozófus
- José Maria Eça de Queirós (1845–1900) portugál író
- Alekszej Mihajlovics Remizov (1877–1957) orosz író, festő
- Édouard Riou (1883–1900) festő és könyvillusztrátor
- Maximilien de Robespierre (1758–1794) francia forradalmár
- Juliusz Słowacki (1809–1849) lengyel költő
- Oscar Wilde (1854–1900) angol költő, író
- Jevgenyij Ivanovics Zamjatyin (1884–1937) orosz író, drámaíró
- Diana walesi hercegné (1961–1997)

### Magyarok
- Fejtő Ferenc (1909–2008) történész
- Frankel Leó (1844–1896) a Párizsi Kommün egyik vezetője
- Komját Aladár (1881–1937) költő, publicista

## Párizshoz kötődnek
- Karl Marx (1818–1883) 1843-ban Párizsban telepedett le, és itt találkozott Friedrich Engelsszel
- Pablo Picasso (1881–1973) 1904-ben Párizsban telepedett le.

### Magyarok
- Anonymus (kb. a 12. század vége – 13. század eleje) valószínűleg Párizsban tanult a 13. század elején
- Károlyi Mihály (1875–1955) politikus – hosszabb ideig itt élt, 1947-től 1949-ig Magyarország párizsi nagykövete volt
- Ady Endre (1877–1919) először 1904-ben érkezett a francia fővárosba.